# Lindenia tetraphylla
Lindenia tetraphylla là loài chuồn chuồn trong họ Gomphidae. Loài này được Vander Linden mô tả khoa học đầu tiên năm 1825.